# بورگوارت ایزابلا
بورگوارد ایزابلا (Borgward Isabella) خودرویی است که در سال‌های June ۱۹۵۴ تا ۱۹۶۲در برمن تولید شده‌است.
طراحی آن خودروهای موتور جلو-محور عقب بوده طول آن در حالت طبیعی ۴٬۳۹۰ میلیمتر (۱۷۳ اینچ)، عرض آن در حالت طبیعی ۱٬۷۰۵ میلیمتر (۶۷٫۱ اینچ) و ارتفاع آن در حالت طبیعی ۱٬۴۸۰ میلیمتر (۵۸ اینچ) و وزن آن در حالت طبیعی ۱٬۰۱۰ کیلوگرم (۲٬۲۳۰ پوند) است.
موتور آن ۱۴۹۳ سی‌سی می باشد و سیستم جعبه‌دندهٔ آن ۴ دنده به صورت دستی است.

## نگارخانه

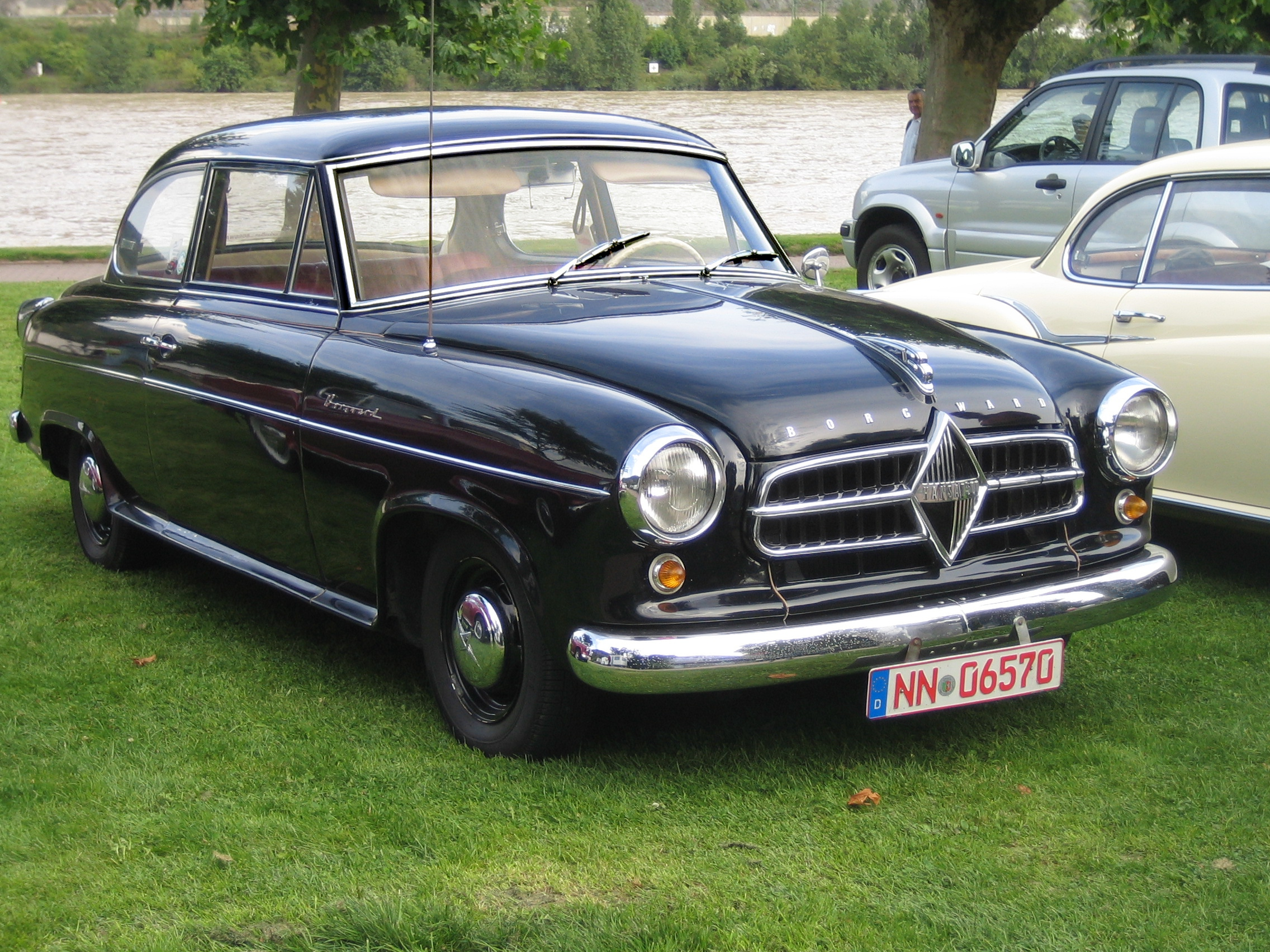
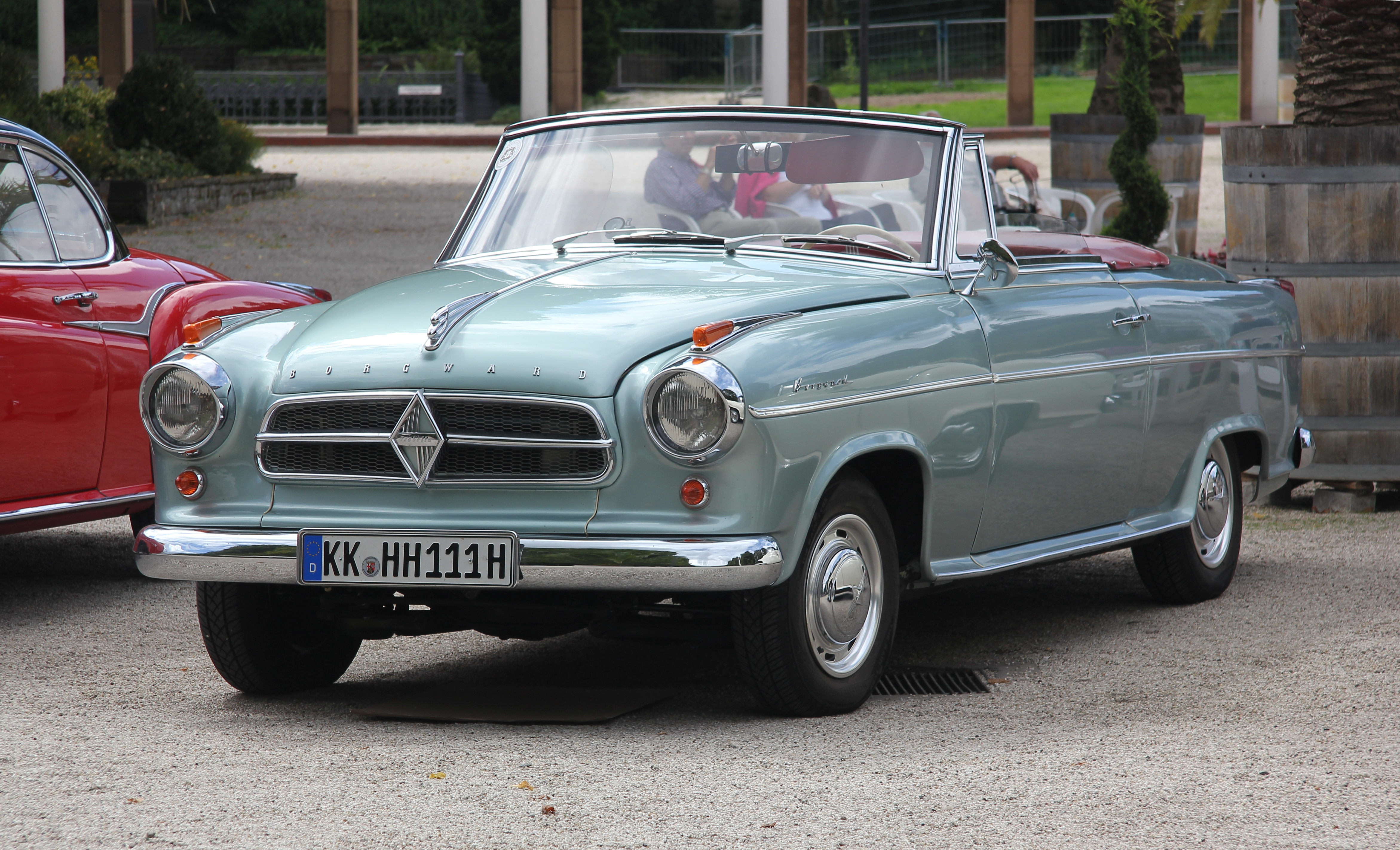
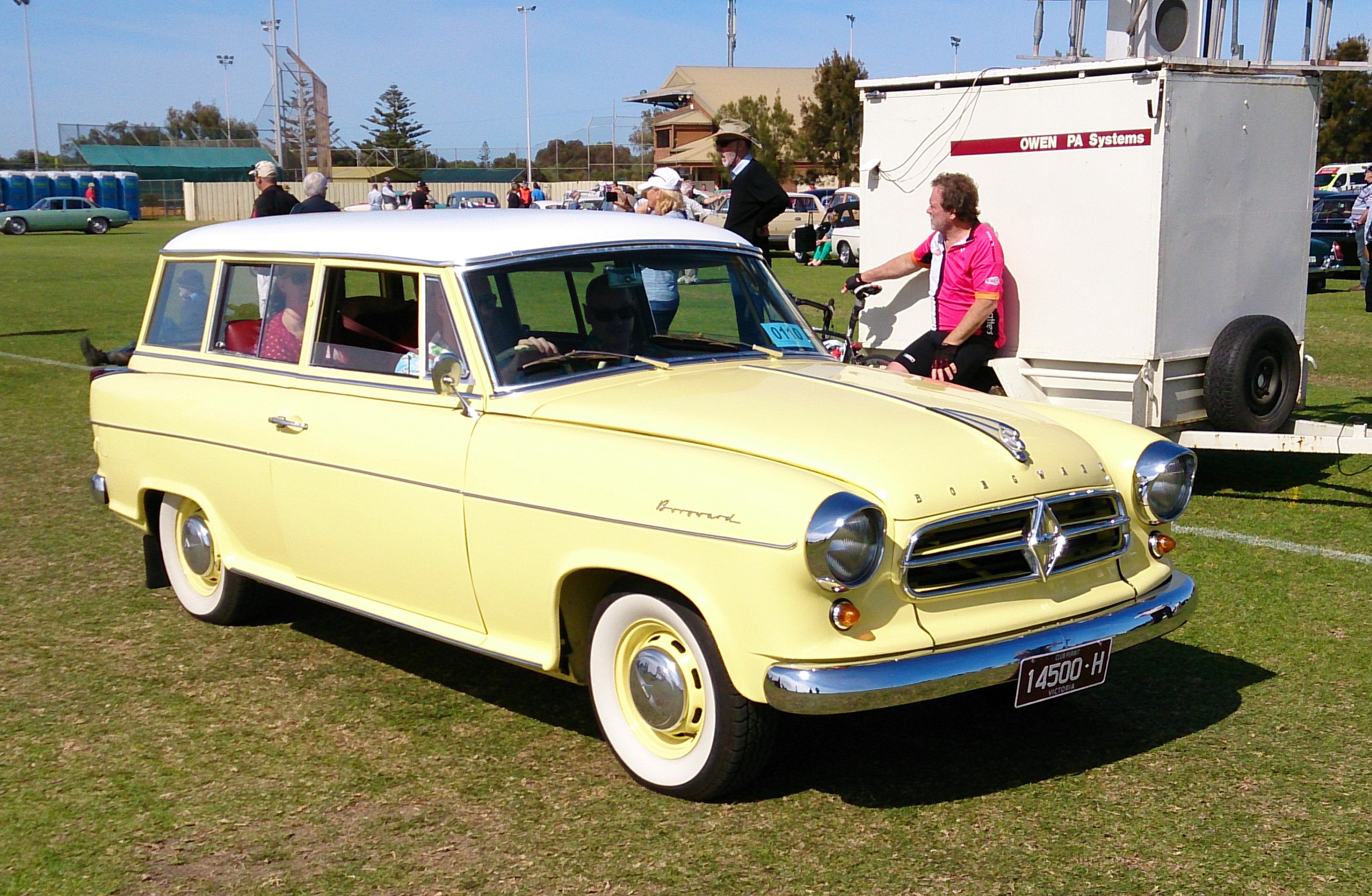
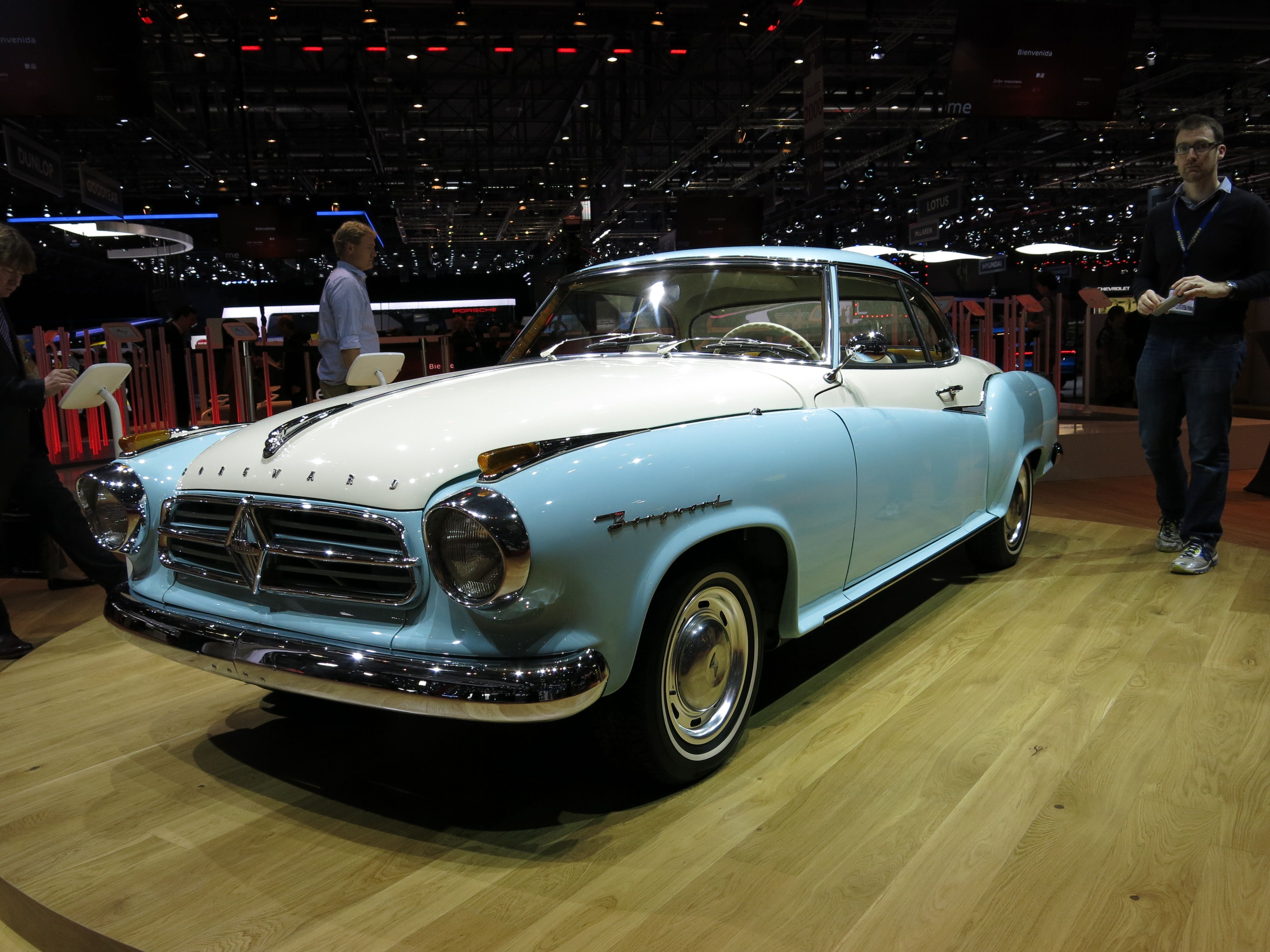
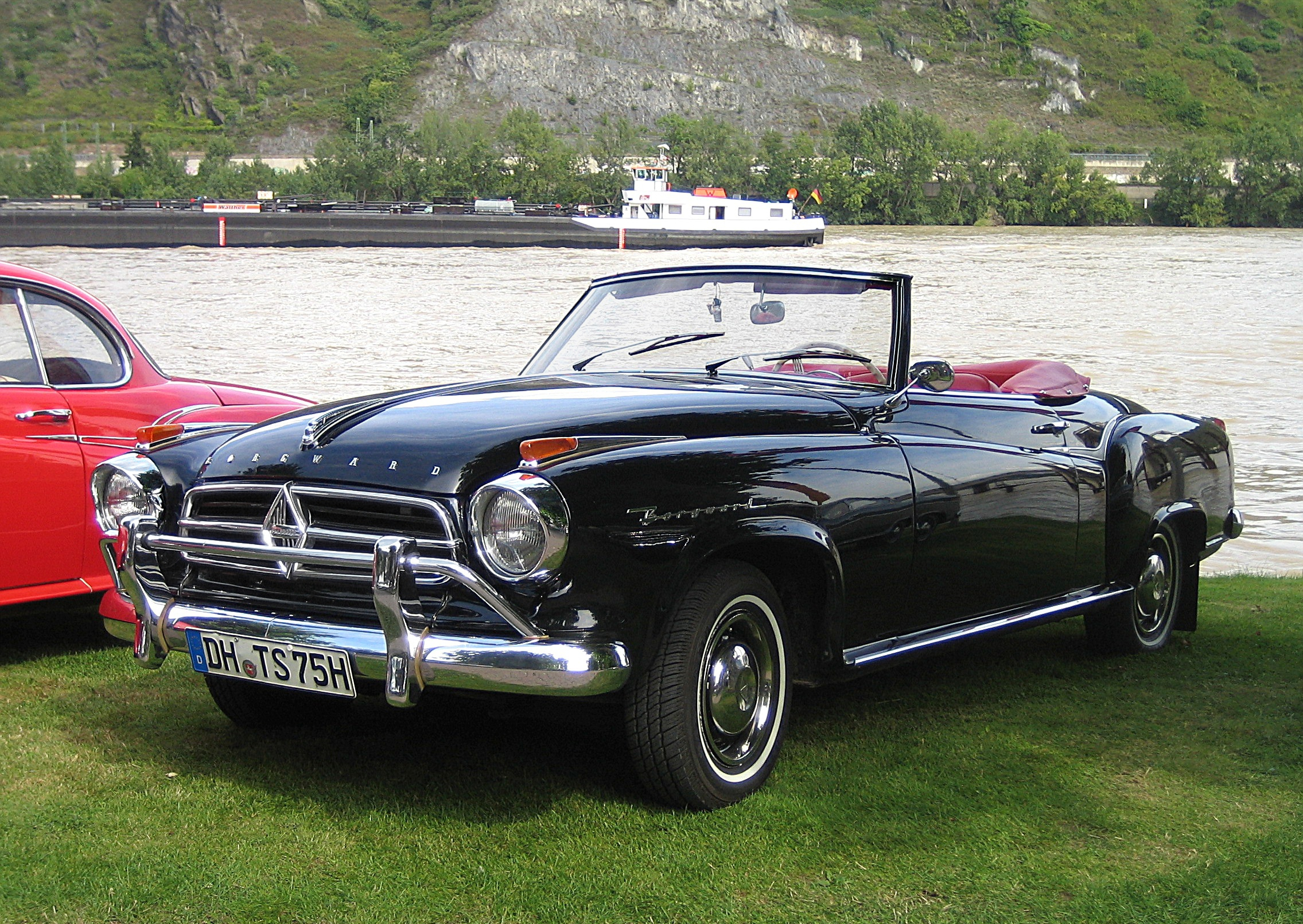
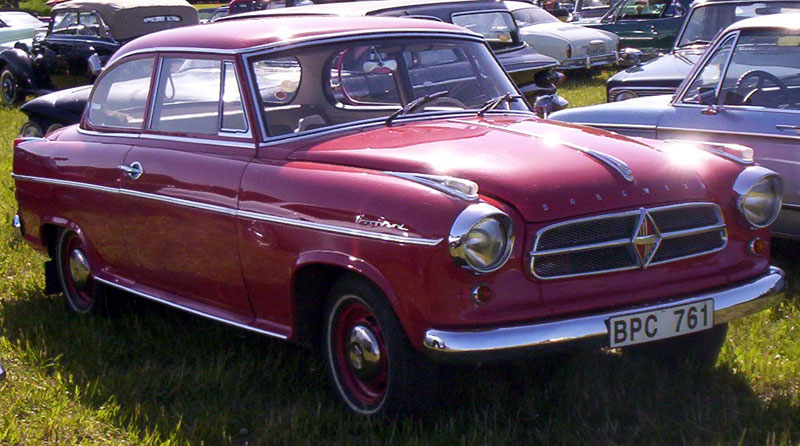